# Johann Matthias Lorenzen
Johann Matthias Lorenzen (* 17. November 1900 in Pellworm; † 16. Oktober 1972 in Kiel) war ein deutscher Bauingenieur, Küstenforscher und Präsident der Wasser- und Schifffahrtsdirektion Kiel.

## Leben
Johann Matthias Lorenzen war ein Sohn des Pellwormer Bauern Martin Eduard Lorenzen (* 9. Oktober 1872; † 31. Mai 1955) und dessen Ehefrau Anna Helene, geborene Martensen (* 7. Juni 1879; † 3. April 1949).
Lorenzen besuchte in Flensburg die Oberrealschule I, die er mit dem 1918 mit dem Abitur verließ. Ein Studium des Bauingenieurwesens an der TH Hannover schloss er 1924 mit der Diplom-Hauptprüfung ab. Er durchlief eine Ausbildung für den höheren technischen Verwaltungsdienst und war bei deren Ende 1928 in Berlin Regierungsbaumeister. 1934 wurde er zum Regierungsbaurat befördert, 1941 zum Oberregierungsbaurat und 1951 zum Wasserstraßendirektor. Ab 1957 arbeitete er als Präsident der Kieler Wasser- und Schiffahrtsdirektion.

## Berufliche Tätigkeit
Lorenzen startete seine berufliche Laufbahn während der Weltwirtschaftskrise 1929, die mehrere Millionen Deutsche arbeitslos machte. Er erstellte einen Plan zur Landgewinnung, zum Küsten- und Hochwasserschutz, zur Entwässerung und der Ansiedlung von Menschen im Bereich der Westküste Schleswig-Holsteins. Mit diesen Maßnahmen schuf er neue Arbeitsplätze für viele Menschen.
Ab 1934 arbeitete Lorenzen, basierend auf dem von ihm erstellten Plan, als Dezernent für Planung und Forschung im Oberpräsidium Kiel. Außerdem leitete er die Wasserwirtschaftsstelle Schleswig-Holstein. Aufgrund der großen Arbeitspakete musste er neue Formen der Selbstverwaltung und staatlichen Institutionen schaffen.
Lorenzen hatte maßgeblichen Anteil an der Bedeichung von zwölf Kögen, die 6300 Hektar Neuland umfassten. Er beteiligte sich am Bau des hochwasserfreien Dammes von Nordstrand. Hinzu kamen die Dämme, die vom Festland nach Nordstrandischmoor und Helmsand führen; außerdem der Damm vor Friedrichskoog und die Abdämmung der Eider oberhalb von Friedrichstadt.
Nachdem Walter Dix 1927 den sogenannten „Dix-Plan“ vorgelegt hatte, mit dem mittels eines sehr großen Deiches der Westrand des nordfriesischen Wattenmeeres eingedeicht werden sollte, erarbeitete Lorenzen eine Alternative. Diese innere Halliglinie fand 1963 in ähnlichem Verlauf Eingang in den Generalplan „Deichverstärkung, Deichverkürzung...“
Zur Umsetzung der Projekte entstanden in Büsum und Husum sogenannte „Forschungsstellen Westküste“. Lorenzen ordnete an, dass diese in verschiedenen Regionen systematische Untersuchungen durchführen und vollständige Bestandsaufnahmen machen sollten. Über die Resultate und daraus zu ziehenden Folgerungen diskutierte ein von ihm initiierter „Ausschuss Westküste“. Alle Arbeiten endeten aufgrund des Ausbruchs des Zweiten Weltkriegs.
Während Lorenzens Zeit kam es zum Bau der dortigen Kanaltunnel, zur Erweiterung der Trave und zur Modernisierung der Seezeichen. So ersetzten Leuchttürme auf offener See vorher dort stationierte Leuchtschiffe. Lorenzen betreute und entwickelte für die Schleswig-Holsteinische Landesregierung die Häfen des Landes. Außerdem leitete er große Vorarbeiten weiterer Abdämmungsarbeiten im Bereich der Eidermündung, die während seiner Amtszeit fertiggestellt werden konnten. Darüber hinaus bereitete er Sturmflutsperrwerke an der Unterelbe vor.
1941 beorderte der Generalinspektor für Wasser und Energie Lorenzen nach Riga. Als Leiter des dortigen Technischen Zentralamtes hatte er vielfältige und verantwortungsvolle Aufgaben. Von 1947 bis 1965 übernahm er leitende Positionen in der Wasser- und Schifffahrtsverwaltung. Anfangs gehörte er dem Vorstand des Wasser- und Schiffahrtsamtes Emden an und arbeitete als Dezernent für die Wasser- und Schiffahrtsdirektion in Kiel. Ab Ende 1950 leitete er die Direktion.
Während seiner Zeit in Kiel beschäftigte sich Lorenzen insbesondere damit, Bundeswasserstraßen wieder instand setzen zu lassen. Dazu zählten der Wiederaufbau zerstörter Hafenanlagen und der Uferschutz auf Helgoland. Da der Nord-Ostsee-Kanal stark zunehmend frequentiert wurde, waren Modernisierungen der Wasserstraße notwendig. Lorenzen reiste daher zum Suezkanal, zum Panamakanal und zum Sankt-Lorenz-Strom und studierte verkehrspolitische und verkehrswirtschaftliche Aspekte.

## Wirken im Ruhestand
Im Ruhestand engagierte sich Lorenzen in der Küstenforschung. Dabei profitierte er von seinem breiten Wissen über die ursächlichen Zusammenhänge zwischen der Kraft des Wassers und den Einfluss, den künstliche Maßnahmen hierauf hatten. 1966 übernahm er Geschäftsführung und den Vorsitz des Küstenausschusses Nord- und Ostsee. Außerdem gab er die Zeitschrift Die Küste heraus. Die Schriftleitung der Vorgängerzeitschrift „Die Westküste“ hatte er bereits 1937 innegehabt.
Die Deutsche Forschungsgemeinschaft etablierte auf Lorenzens Initiative hin das Schwerpunktprogramm „Sandbewegung im Deutschen Küstenraum“, das er selbst koordinierte. Dabei gelang es ihm sehr gut, die an Grundlagen- und Zweckforschung arbeitenden Wissenschaftler und Ingenieure aufeinander abzustimmen. Aufgrund seiner Expertise übernahm Lorenzen auch den Vorsitz des Ausschusses für Küstenforschung der Deutschen Kommission für Ozeanographie. Er hatte entscheidenden Anteil und einer deutlichen Erweiterung und Stärkung der internationalen Zusammenarbeit von Ingenieuren.
Für seine Verdienste im Bereich der Forschung ernannte ihn die TH Hannover kurz vor dem Ruhestand ehrenhalber zum Doktor-Ingenieur.

## Familie
Lorenzen heiratete am 24. November 1939 in erster Ehe Marie von Lilienfeld-Toal (* 22. November 1906 in Sankt Petersburg; † 31. Juli 1960 in Kiel), mit der er eine Tochter und drei Söhne hatte. Nach dem Tod seiner ersten Ehefrau heiratete er am 10. September 1965 Erika Bender, verwitwete Heinrich (* 4. Mai 1914 in Breslau).